# Кудояма
Кудояма (яп. 九度山町, くどやまちょう, кудояма тьо ) — містечко в Японії, у північній частині префектури Вакаяма.
Кудояма　належить до повіту Іто. Вона розташована на місці злиття річок Ніу та Кінокава у північного підніжжя священних гір Коя. Віддавна містечко вважалося північним входом до цих гір. 
Основа економіки містечка — сільське господарство, вирощування мандаринів та фуюської хурми.
Кудояма відома як місце арешту і заслання відомих японських самураїв початку 17 століття — Санади Масаюкі і Санади Юкімури.